# Ángel negro (película de 2000)
Ángel Negro es una película chilena del año 2000. Dirigida y escrita por Jorge Olguín, protagonizada por Andrea Freund, Blanca Lewin y Álvaro Morales. Es considerado uno de los primeros filmes de terror estrenado en salas comerciales en la historia del cine chileno. Rodada en vídeo y en 16 mm su estreno fue un notable éxito de taquilla.

## Argumento
La historia comienza con escenas de una grabación VHS casera de tres parejas adolescentes (Carolina y Miguel, Ángel y Gabriel, Lorena y Rafael) que viajan celebrando su egreso de enseñanza media en 1990 desde Santiago a Valparaíso, a un acantilado junto las Torpederas llamado "La Piedra Feliz" (famoso en la vida real por los numerosos suicidios que se han llevado a cabo ahí). Al inicio solo se muestran caóticos trozos de grabación donde se ve cómo celebran y se emborrachan hablando de su futuro, hasta el momento en que Miguel estado a solas con Carolina se burla de ella al verla ebria, esta se molesta y le revela que realmente ama a Gabriel. La cinta salta y se ve a Lorena llorando, a Miguel y Rafael aterrados mientras Gabriel grita desconsolado llamando a su novia Ángel y posteriormente comienza a golpear a Miguel.
Diez años después Gabriel Echeverría (Álvaro Morales), ahora médico forense, descubre que el cadáver que debe procesar es de Rafael Alvarez (Álvaro Espinoza) y aunque su jefe cree que es suicidio, Gabriel nota señales de un brutal asesinato. Esa noche el joven forense sueña con Ángel (Blanca Lewin), a quien ve usando un largo vestido negro mientras estrangula a Rafael hasta matarlo y dejarlo en las condiciones que llegó a la morgue; mientras hace esto, la muchacha lo llama, le dice que ambos están conectados y pronto estarán juntos; a partir de ese momento las visiones sobre ella comienzan a hacerse más y más frecuentes.
Algunos días después Miguel Ferrer (Juan Pablo Bastidas) llega a su departamento secreto para reunirse con una prostituta y como es su costumbre grabarse teniendo relaciones, pero quien lo espera es una mujer que lleva un largo vestido negro y una máscara blanca de porcelana que lo asesina a puñaladas. Por segunda vez Gabriel se encuentra procesando el cadáver de uno de sus antiguos amigos, cuando descubre que la viuda de éste es Carolina Ferrer (Andrea Freund), su vieja amiga, ambos se reúnen y esta le cuenta como es que su matrimonio con Miguel hace mucho que había acabado por sus constantes infidelidades y solo esperaban el mejor momento para divorciarse. Por su parte Gabriel le cuenta sobre la muerte de Rafael y su similitud con la muerte de su marido, por lo que teme que ambos sean próximamente blanco del criminal ya que sospecha que todo esta conectado con la muerte de Ángel hace diez años.
A cargo del caso se encuentran el Juez Soto (Fernando Gallardo) y el Subcomisario Ruiz (Arturo Ruiz-Tagle), quienes comentan a Carolina que encontraron en el lugar la videocámara de Miguel vacía, esto los hace sospechar que la cinta registró el rostro del asesino por lo que éste se deshizo de ella. Carolina, preocupada por las revelaciones de Gabriel, les encarga que encuentren a Lorena Carvajal (Patricia Pardo) quien ahora es ejecutiva de un prestigioso banco ya que puede ser una potencial víctima. El Subcomisario Ruiz nuevamente revisa el departamento de Miguel y cuando intenta usar el baño descubre la videocinta destruida en el inodoro.
Carolina, quien aún sigue enamorada de Gabriel, lo invita a cenar pero durante la cita queda claro que el forense ha vivido todo ese tiempo torturado por la muerte de su novia y no lo ha superado ya que se siente culpable, revelando a su amiga la verdad tras su relación. Gabriel siempre fue un estudiante inadaptado y una víctima de Miguel y sus amigos hasta que logró encajar durante el último año, en esa época llegaría Ángel Cruz, una niña inocente y muy religiosa que se ganó rápidamente el título de la rara del curso. Para evitar perder la aceptación que había logrado, Gabriel aceptó la apuesta de Miguel para "seducir a la chica rara", pero al pasar tiempo juntos lentamente Gabriel en verdad se enamoró de ella y la noche de graduación fue quien la invitó a la playa.
Carolina intenta convencerlo que todo se trató de un accidente, pero Gabriel le muestra una versión más completa la cinta que Miguel grabara esa noche donde se ve cómo después que Carolina le revela a este que ama a Gabriel, Lorena le cuenta a Ángel que él sólo está con ella por una apuesta, lo que le rompe el corazón, posteriormente Miguel se burla de ella, Ángel golpea su cámara y él acaba violándola en venganza mientras Rafael los graba y Gabriel los mira demasiado asustado para defenderla. Ángel, en estado shock, se arrojó desde lo alto de la Piedra Feliz y aunque era claro que tras el suicidio debía haberse destrozado contra las rocas, jamás encontraron su cuerpo ni pistas de su paradero.
Esa misma noche, mientras Lorena acaba su jornada, es emboscada en el estacionamiento del banco por la mujer de negro y huye buscando ayuda, pero solo logra que Ángel mate al guardia y se apodere de su pistola; mientras se esconde, su celular la delata y es asesinada de un tiro en la frente. Tras llegar al lugar y confirmar el crimen, el Subcomisario avisa al Juez que tras matar a Lorena, el asesino se ensañó y disparó tantas veces contra el cuello de la víctima que acabó decapitándola; también le informa que el laboratorio logró restaurar el vídeo de la muerte de Miguel por lo que el juez ordena que le sea enviado de inmediato.
Carolina, al enterarse de la suerte de Lorena, llama a Gabriel pero éste no desea reunirse con ella creyendo que eso la haría peligrar ante los celos de Ángel, ella sin embargo le asegura ser la verdadera culpable de todo ya que hace diez años, aunque no fue registrado en la cinta, tras revelar a Miguel que estaba enamorada de Gabriel, lo convenció de ir a grabar a Ángel para que la dejara en paz. Paralelamente el Juez Soto recibe y reproduce la cinta reconstruida y descubre allí, que mientras lo asesinaba, la mujer de negro se quitó la máscara para que Miguel reconociera su cara; al examinar con atención y lograr ver su cara fugazmente, lo perturba tanto que llama al Subcomisario para que se ponga en movimiento de inmediato.
Esa noche, en su dormitorio, Gabriel ve aparecer a la mujer de negro, quien tras quitarse la máscara revela ser Ángel, Gabriel le pide que lo mate para que todo acabe y puedan estar juntos, pero la muchacha le dice que primero asesinará a Carolina, idea que él rechaza ya que no la considera culpable sin embargo en ese momento entra en crisis mientras nota que han aparecido en su rostro las mismas heridas que Miguel hizo a Ángel mientras la violaba. Minutos más tarde Carolina visita la casa de Gabriel armada, temerosa por la seguridad del médico. Dentro encuentra a Ángel quien la ataca y deja inconsciente. Poco después algunos oficiales llegan y encuentran en la vivienda indicios de lucha pero no hay nadie excepto un maniquí vestido como Ángel.
Al amanecer Carolina despierta en la Piedra Feliz atada y encerrada en el maletero de un auto, de allí la saca Ángel, pero tras forcejear Carolina le arranca la peluca y la máscara descubriendo que siempre se ha tratado de un Gabriel disfrazado y trastornado; éste, tras golpearla nuevamente, la arrastra al acantilado para arrojarla al mar, sorpresivamente llega el Subcomisario Ruiz, quien derriba de un tiro a Gabriel e intenta desatar a Carolina, desgraciadamente el asesino no ha muerto y cuando el oficial intenta defenderse su arma se traba, permitiendo a Gabriel atacarlo con un tronco y destrozarle el cráneo. Cuando Gabriel intenta arrojar nuevamente a la mujer, Ruiz con sus últimas fuerzas logra dispararle una vez más.
Varios días después Carolina y el Juez Soto visitan al detective quien esta hospitalizado en coma, allí el juez le explica que el vídeo mostraba a Gabriel vestido como Ángel asesinando a Miguel; también le comenta que el Subcomisario conocía la historia de la muerte de Ángel y, al no poder contactarse con Carolina, siguió una corazonada gracias a lo cual la encontró; sin embargo sólo se presume que Gabriel ha muerto, ya que el último disparo del detective lo hizo caer por el acantilado y no hay pistas de su paradero ni su cuerpo ha sido recuperado. 
Mientras Carolina se retira del hospital, cree ver en el baño a Ángel, pero resulta ser una enfermera; posteriormente un hombre vestido de doctor y con una mascarilla comienza a seguirla, pero resulta ser un cirujano molesto con ella por fumar dentro del recinto. Al salir a la calle Carolina comprende que deberá vivir desde ese momento con el temor a que Gabriel aún esté con vida y vaya tras ella.
Una escena final muestra la playa bajo la Piedra Feliz, donde se ve cómo el mar devuelve a la orilla la máscara ensangrentada de Gabriel.

## Elenco
- Álvaro Morales - Gabriel Echeverría
- Andrea Freund - Carolina Ferrer
- Blanca Lewin - Ángel Cruz
- Fernando Gallardo - Juez Soto
- Arturo Ruiz-Tagle - Subcomisario Ruiz
- Juan Pablo Bastidas - Miguel Ferrer
- Álvaro Espinoza - Rafael Álvarez
- Patricia Pardo - Lorena Carvajal
- Claudio Rodríguez - Doctor Tobar
- Claudio Santana - Ángel Negro / Policía
- Moisés Gutiérrez - Guardia del Banco
- Miguel "Chito" Fuentes - Guardaespaldas
- Joaquín Calaf - Auxiliar
- Vanessa Lazo - Colega de Lorena
- Moisés Gutiérrez - Guardia del Banco
- Germán Campos - Conserje
- Diana González - Prostituta
- Ramón Carcher - Doctor
- Óscar Fuenzalida - Jefe de policía
- Pablo Sepulveda - Policía
- Yaël Nahmias - Fotógrafo
- Francisco Castro - Enfermero

## Producción
Jorge Olguín quiso hacer un homenaje a sus cineastas favoritos, John Carpenter y Dario Argento. Decidió usar todos los tropos y clichés estándar de películas de giallo y slasher, pero con un sabor latinoamericano único. El rodaje duró 20 días y fue en Santiago.

## Estreno
Ángel Negro se proyectó por primera vez el 31 de octubre de 2000 y se estrenó en cines de Chile el 1 de noviembre de 2000. Troma Entertainment lo lanzó en DVD en Estados Unidos el 25 de octubre de 2003.

## Recepción
Mike Long de DVD Talk la calificó con 1/5 de estrellas y describiéndola como "aburrida, sin sentido y poco original". David Johnson de DVD Verdict señaló que la película "no es pobre de ninguna manera, pero ciertamente no cambiará la forma de ver las películas de terror".

## Premios
| Año  | Premio                         | Categoría                    | Candidato   | Resultado |
| ---- | ------------------------------ | ---------------------------- | ----------- | --------- |
| 2000 | Todos los Sueños del Mundo     | Mejor Película del Año       | Ángel Negro | Ganador.  |
| 2001 | Fantasporto                    | Mejor Película               | Ángel Negro | Nominado  |
| 2001 | MTV Movie Awards Latin America | Película de la Gente (Chile) | Ángel Negro | Nominado  |